# Eriosema pulcherrimum
Espèce
Eriosema pulcherrimum est une espèce de plantes à fleurs de la famille des Fabaceae et du genre Eriosema, présente en Afrique tropicale, utilisée en médecine traditionnelle.